# 新潟県道354号黒倉野中線
新潟県道354号黒倉野中線（にいがたけんどう354ごう くろくらのなかせん）は、新潟県東蒲原郡阿賀町内を通る一般県道である。

## 概要

### 路線データ
- 起点：新潟県東蒲原郡阿賀町七名字黒倉（新潟県道228号柴倉津川線交点）
- 終点：新潟県東蒲原郡阿賀町両郷字野中（新潟県道227号室谷津川線・新潟県道228号柴倉津川線交点）

## 地理

### 通過する自治体
- 新潟県東蒲原郡阿賀町

### 接続する道路
- 新潟県道228号柴倉津川線（起点：阿賀町七名字黒倉）

この間冬季閉鎖区間あり（場所：阿賀町東山字中山 - 面倉、距離：3.6km、期間：12月上旬 - 4月下旬、迂回路：県道227号・県道228号）
- 新潟県道227号室谷津川線・新潟県道228号柴倉津川線（終点：阿賀町両郷字野中、「阿賀町立上条小学校」南方）（「県道227号」・「県道228号」重複区間）

### 周辺
- 磐越自動車道 上川PA
- 阿賀町消防本部消防署 上川分遣所
- 阿賀町役場 上川支所（旧・上川村役場）
- 阿賀町立上条小学校
- 上川郵便局
- 上川スポーツパーク